# Pustertaler Sprinzen
El Pustertaler Schecken o Pustertaler Sprinzen es una raza típica de Pustertal, en la provincia autónoma italiana Bolzano-Bozen.

## Morfología
El peso de las vacas varía de los 500 a los 600 kg y el de los toros ronda los 800 hasta 900 kg. Hoy en día la raza se usa para la producción de carne.
Tiene grandes ventajas en:
- Sus Fundamentos & Aplomos (cascos muy resistentes)
- Su Estructura (Grupa, Anca, Profundidad Corporal)
- Su Carácter y resistencia (dureza). Características que tendrán mayor importancia en el futuro. Aparte es una raza extremadamente dócil.
- Su longevidad
- Su calidad de carne (marmoréo y terneza)
- Su convertibilidad de diferentes pasturas

## Historia de la raza
Era la raza más productiva a principios del siglo XIX en la región alpina en cuanto a producción de leche y carne. Por circunstancias poco favorables, esta raza casi se extinguió en los sesenta. Hoy muchos criadores de todo el mundo tienen interés en esta raza por el gran potencial de doble propósito que posee.
En cruce con razas cebuinas se le denomina en Sudáfrica PUSTERTALER, donde tiene un gran reconocimiento por sus excelentes cualidades productivas. Aquí se cruza frecuentemente con la raza autóctona Nguni.

## Distribución
Hoy en día se encuentra en pequeñas cantidades en Alemania, Austria e Italia con una población estable. Núcleos de esta raza han sido introducidos en Sudáfrica y en Suramérica.